# Club Deportivo Minga Guazú
El Club Deportivo Minga Guazú es un club deportivo de Paraguay ubicado en la ciudad de Minga Guazú, Departamento de Alto Paraná. Fue fundado el 6 de julio de 1968 y su principal actividad es el fútbol.

## Historia
Es uno de los clubes más exitosos del este del país. Desde sus inicios participó en la Liga Deportiva Paranaense y es uno de los equipos con mayor número de campeonatos obtenidos en esta liga, consagrándose en 6 ocasiones (1974, 1985, 1987, 1988, 1991 y 2006). Es el máximo ganador de la Liga Minguera de Fútbol con 6 títulos (2016, 2018, 2021, 2022, 2023 y 2024), torneo en el cual compite desde 2016, donde obtuvo el primer campeonato de este torneo oficialmente reconocido por la Unión del Fútbol del Interior en ese mismo año tras participar en la Liga Paranaense por casi 50 años.
A nivel departamental, conquistó el título en el Campeonato de Campeones en 1988. Volvió a consagrarse campeón departamental en la Pre Copa Paraguay de Alto Paraná en 2025.
En 1989 fue subcampeón del Torneo República, organizado por la Unión del Fútbol del Interior, siendo su mejor participación futbolística a nivel nacional.
En la temporada 2017 participó de la Primera División B Nacional, tercera división del fútbol paraguayo, en la que inició el campeonato con una victoria de local por 2 a 1 ante el club General Caballero de Dr. Juan León Mallorquín. En la primera fase ganó el Grupo A, en la segunda fase logró el segundo puesto del Grupo 1, de esa forma llegó a semifinales, donde finalmente cayó eliminado por penales ante el Club R.I. 3 Corrales de Ciudad del Este.
En la temporada 2018 participará de la Primera División B Nacional, siendo parte del grupo B.

## Estadio
Su estadio recibe su nombre en honor al padre Guido Coronel (Pa'i Coronel en guaraní), fundador de la ciudad de Minga Guazú en 1958.También es conocido por algunos como Estadio Padre Guido Coronel.
Este recinto posee capacidad para unos 2.500 espectadores sentados y 10.000 parados, así como una pista de atletismo asfaltada.

## Datos del club
- Mejor puesto en Tercera División: 3º
- Mejor puesto en Liga Deportiva Paranaense: Campeón
- Mejor puesto en Liga Minguera de Fútbol: Campeón
- Temporadas en Tercera División: 3 (2017, 2018 y 2023)
- Temporadas en Liga Deportiva Paranaense: 48 (1968-2015)
- Temporadas en Liga Minguera de Fútbol: 8 (2016-2024)
- Dirección: Avda. Juana María de Lara
- Teléfono: +595 0644 21700
- Fax: +595 644 21700
- E-mail: clubmingaguazu1968@gmail.com
- Personería jurídica: Nº 23.952 del 9 de julio de 1976

## Palmarés

### Categoría principal
| Competición nacional                   | Títulos | Subcampeonatos |
| -------------------------------------- | ------- | -------------- |
| Campeonato Nacional de Campeones (0/1) |         | 1989.          |

| Competición regional                                                   | Títulos                              | Subcampeonatos           |
| ---------------------------------------------------------------------- | ------------------------------------ | ------------------------ |
| Campeonato Regional de Campeones / Pre Copa Paraguay Alto Paraná (2/1) | 1988 y 2025.                         | 2024.                    |
| Liga Minguera de Fútbol (6/0)                                          | 2016, 2018, 2021, 2022, 2023 y 2024. |                          |
| Liga Deportiva Paranaense (6/4)                                        | 1974, 1985, 1987, 1988, 1991 y 2006. | 1986, 1989, 2005 y 2009. |

### Categoría juvenil
| Competición regional juvenil             | Títulos                                                      | Subcampeonatos         |
| ---------------------------------------- | ------------------------------------------------------------ | ---------------------- |
| Liga Minguera de Fútbol Sub-19 (1/1)     | 2021.                                                        | 2016. (1)              |
| Liga Minguera de Fútbol Sub-17 (0/1)     |                                                              | 2016. (1)              |
| Liga Minguera de Fútbol Sub-15 (2/0)     | 2016 y 2017.                                                 |                        |
| Liga Deportiva Paranaense Juvenil (10/3) | 1986, 1987, 1988, 1990, 1992, 1993, 1997, 2000, 2001 y 2015. | 2006, 2008 y 2012. (3) |
| Liga Deportiva Paranaense Sub-18 (3/1)   | 2007, 2009 y 2015.                                           | 2014. (1)              |
| Liga Deportiva Paranaense Sub-16 (1/2)   | 2007.                                                        | 2001 y 2014. (2)       |
| Liga Deportiva Paranaense Sub-14 (2/3)   | 2004 y 2005.                                                 | 2003, 2007 y 2014. (3) |